# Michelle Knegt
Pour les articles homonymes, voir Knegt.
Michelle Knegt est une joueuse néerlandaise de volley-ball née le 24 novembre 1992 à Sleen. Elle mesure 1,89 m et joue au poste de centrale. 

## Clubs
| Club                   | De        | À         |
| ---------------------- | --------- | --------- |
| VV Lycurgus            | 2009-2010 | 2012-2013 |
| Hermes Volley Oostende | 2013-2014 | 2013-2014 |
| Sliedrecht Sport       | 2014-2015 | 2014-2015 |
| VC Kanti Schaffhausen  | 2015-2016 | …         |

## Palmarès
- Coupe des Pays-Bas
  - Vainqueur : 2015.